# Pszenica polska
Pszenica polska, pszenica olbrzymia (Triticum polonicum L.), gatunek zbóż z rodziny wiechlinowatych. Gatunek pszenicy jarej. Rzadko uprawiany, spotykany w uprawie w południowej Europie na Półwyspie Iberyjskim, na Balearach, w północnej Afryce, (Tunezja, Egipt) oraz w Azji Mniejszej. W Polsce uprawiany był na małą skalę jeszcze w latach 60 XX wieku, później nie uprawiany. 
Po raz pierwszy roślina ta została opisana w XVII w. Skatalogowana została przez Linneusza. 
Jest to pszenica tetraploidalna, o liczbie chromosomów w komórkach somatycznych 2n = 28 (AABB). Ziarniaki wykazują podobieństwo do ziarniaków pszenicy twardej, są wydłużone, szkliste, osiągając masę tysiąca ziaren nawet do 80 g. Plewy są bardzo długie, dochodzą do 4 cm długości, w dotyku papierzaste, wyraźnie unerwione bez wyrazistego kilu. Pod względem morfologii kłos widocznie różni się od innych gatunków pszenic – jest długi, luźny, bocznie spłaszczony, ościsty bądź nie. Plewy są miękkie.